# Greendale (album)
Pour les articles homonymes, voir Greendale.
Albums de Neil Young
Are You Passionate?
(2002) Prairie Wind
(2005)
Greendale est un album concept enregistré en studio en 2003, de Neil Young et Crazy Horse.

## Présentation
L'album raconte l'histoire d'une famille confrontée à un meurtre dans la petite ville de Greendale, illustrée sur scène par le narrateur (DVD Live).
Le son est brut, un country-blues-rock proche d'une jam. Be the Rain est un hymne à la défense de la nature:
Save the planet for another day
"attention shoppers, buy with a conscience and save"
Save the planet for another day
"Save Alaska! let the caribou stay"
Don't care what the governments say
"They're all bought and paid for anyway"
Save the planet for another day
"Hey big oil, what do you say?"
Toute la partie guitare est assurée par Young; Frank Sampedro, le secondant habituellement au sein du Crazy Horse, n'a pas participé à l'enregistrement.

## Titres
Paroles et musique de Neil Young.
1. Falling From Above – 7:27
2. Double E – 5:18
3. Devil's Sidewalk – 5:18
4. Leave the Driving – 7:14
5. Carmichael – 10:20
6. Bandit – 5:13
7. Grandpa's Interview – 12:57
8. Bringin' Down Dinner – 3:16
9. Sun Green – 12:03
10. Be the Rain – 9:13

## Musiciens
- Neil Young - guitare, orgue, harmonica, chant
- Crazy Horse :
  - Ralph Molina - batterie, chant
  - Billy Talbot - basse, chant
- The Mountainettes :
  - Pegi Young, Nancy Hall, Twink Brewer et Sue Hall - chant

## Film
Greendale est aussi un opéra-rock réalisé par Neil Young sous le pseudonyme Bernard Shakey ; il met en scène les événements racontés par les chansons de l'album.